# The Carpenters

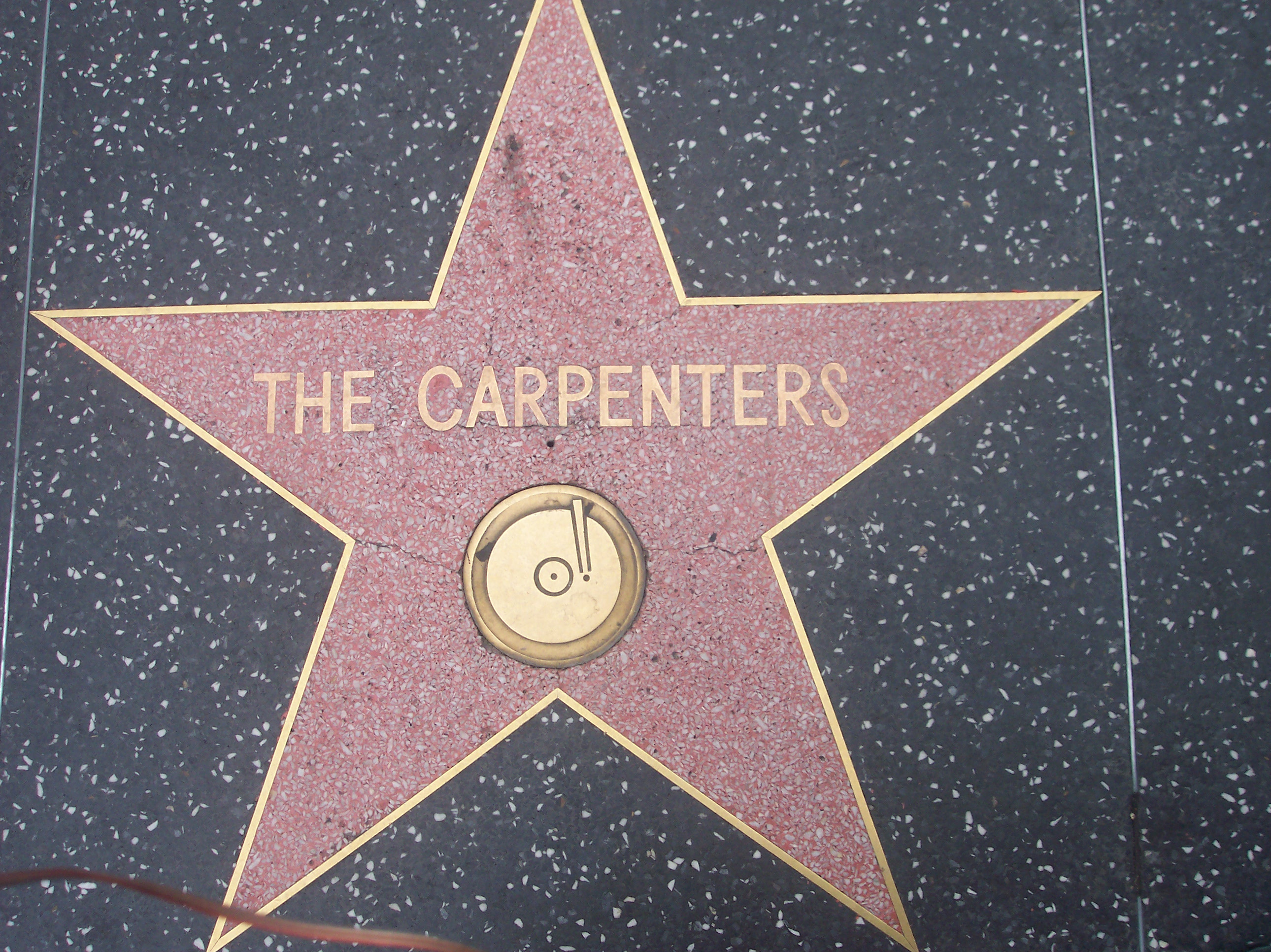
Estrella de The Carpenters en el Paseo de la fama de Hollywood.

The Carpenters fue un dúo vocal e instrumental estadounidense formado por los hermanos Karen y Richard Carpenter. Aunque se les conoce ampliamente como The Carpenters, el nombre oficial del grupo, y el usado en las grabaciones autorizadas así como en materiales de prensa, es simplemente «Carpenters», sin el artículo determinado.
Produjeron un distinto estilo musical suave, combinado con el contralto vocal de Karen con Richard y sus habilidades como arreglista y compositor. Durante los catorce años de carrera, The Carpenters grabaron diez álbumes, numerosos sencillos y varios especiales para la televisión.
Los hermanos nacieron en New Haven, Connecticut, y se mudaron a Downey, California, en 1963. Richard tomó lecciones de piano en la infancia, ingresando por su progreso a California State University, Long Beach, mientras Karen aprendía a tocar la batería. Se presentaron juntos como un dúo en 1965 y formaron un grupo orientado hacia el jazz llamado Richard Carpenter Trio y que posteriormente sería Spectrum. Firmaron como Carpenters para la casa grabadora A&M en 1969, teniendo éxito hasta el año siguiente con el sencillo «(They Long to Be) Close to You» and «We've Only Just Begun». Posteriormente, el dúo brincó al pop melódico al producir una grabación que sería un éxito en las listas del American Top 40 y en la de Adult Contemporary. 
Fueron líderes en ventas en el rock suave, fácilmente escuchado por los adultos debido al tipo de género musical. The Carpenters tuvieron tres números uno y cinco números dos en la lista Billboard Hot 100 y 15 números unos en las listas para adultos contemporáneos. En resumen 12 sencillos top 10. Han vendido más de 150 millones de discos en el mundo siendo uno de los artistas más vendidos de todos los tiempos. El dúo tuvo giras continuamente durante la década de los setenta, que originó que Richard, al estar bajo presión de las giras, estuviera fuera un año en 1979 después de ser adicto al Quaaludes, mientras Karen sufría de anorexia nerviosa.
Su carrera juntos terminó abruptamente en 1983, cuando Karen murió de insuficiencia cardíaca asociada por complicaciones de anorexia. Fueron extensas las noticias acerca de su fallecimiento y las circunstancias del mismo lo cual incrementó el interés en el público creando una alerta social y la información acerca de los trastornos de alimentación. The Carpenters fueron criticados por sus fanáticos de culto quienes conservaban las imágenes de los años setenta. Su música ha sido revaluada siendo aclamada por la crítica y continúa siendo un éxito comercial. 
Durante sus catorce años de carrera (1969-1983), The Carpenters grabaron once álbumes, cinco de los cuales tuvieron canciones en los top 10 (Close to You, Carpenters, A Song for You, Now & Then y Horizon), treinta y un sencillos, cinco especiales de televisión y una serie de televisión (Make Your Own Kind of Music). Hicieron innumerables giras por los Estados Unidos, Japón, Australia, y varios países de Europa.
La gira japonesa de 1976 fue una de las giras de mayor éxito emprendida por un artista occidental, en la que los Carpenters celebraron dos conciertos diarios en localizaciones tales como el Nippon Budokan, recinto en Tokio con capacidad para 14 000 personas.
Al 2025 los hermanos Carpenters han vendido más de 150 millones de discos, los que los convierte en uno de los artistas más vendidos de la historia. 

## Historia
Richard Carpenter (nacido el 15 de octubre de 1946) y Karen Carpenter (2 de marzo de 1950-4 de febrero de 1983) nacieron y crecieron en New Haven, Connecticut hasta el año 1963, cuando la familia Carpenter se mudó a Downey, California. Richard ha dicho en varias entrevistas que la familia se mudó a Downey para alejarse del clima frío de New Haven y acercarse al centro de la industria de la música, donde Richard podría seguir una carrera musical.
Desde niño, Richard mostró interés en el piano. Su padre poseía una extensiva y ecléctica colección de discos que Richard escuchaba constantemente. Su hermana menor lo acompañaba en este pasatiempo.
Karen no mostraba mayor interés en la música. A diferencia de Richard, se entretenía entre otras cosas jugando al sóftbol con sus amigos del vecindario. Ya una vez viviendo en Downey, Karen se inscribió en el grupo de música del colegio, para poder eximirse de las clases de educación física y geometría. Ahí, descubrió la batería. Un año después de que se mudaran a la costa Oeste, Richard y Karen formaron el «Richard Carpenter Trío» junto a Wes Jacobs, amigo de Richard. En el Richard Carpenter Trio, Richard tocó el piano, Karen tocó la batería y Jacobs tocó la tuba y el contrabajo. Compitieron en la célebre «Battle of the Bands» (Batalla de las Bandas), en el Hollywood Bowl, en 1966, y ganaron el primer premio, así como un contrato con el sello RCA. Grabaron algunas pistas con la RCA, pero el sello no vio futuro comercial en el estilo jazz del grupo.
Ante el poco éxito en conseguir un contrato con un sello, el «Richard Carpenter Trío» se separó. Richard, ya en la universidad, formó junto a unos compañeros el grupo «Spectrum», en 1966. Su hermana Karen también se les uniría. Otro de los integrantes de Spectrum era John_Bettis, quien se convertiría en un famoso compositor, y quien escribió muchos de los éxitos de Carpenters junto a Richard. Nuevamente, este grupo se disolvió ante el poco interés que sus sofisticadas composiciones generaban en el mercado y en los sellos discográficos.
Richard y Karen no se dieron por vencidos. Grabaron varios demos, y los enviaron a muchos sellos discográficos. Un amigo de un amigo llevó uno de estos demos al escritorio de Herb Alpert, cofundador de A&M Records. Luego de escuchar los primeros segundos de la cinta, se dio cuenta de que estos artistas tenían talento. El 22 de abril de 1969, Richard y Karen fueron contratados por el sello A&M. 
Su primer álbum Offering, contenía material escrito durante los años de Spectrum. Además de un cover de The Beatles, "Ticket to Ride". Este alcanzó el lugar 54 en las listas de las 100 canciones más populares del Billboard, lo que desanimó a los hermanos, y levantó las críticas en algunos de los ejecutivos de A&M, quienes no comprendían cómo en la época del rock y amor libre, A&M contrataba a un par de hermanos que componían música totalmente diferente a lo que se escuchaba y era popular en esos momentos. Pero Herb Alpert confiaba en ellos, y les dio otra oportunidad. Fue así como pudieron grabar en 1970 su segundo álbum, Close To You, que los convertiría en artistas de fama mundial. El primer sencillo, "Close to You", alcanzó rápidamente el puesto número 1 en las listas del Billboard, y permaneció ahí por varias semanas. Esto significó para los hermanos Carpenter apariciones en programas de televisión, revistas, contratos para cientos de conciertos y nominaciones a los Premios Grammy, entre otras cosas. Desde ahí se convirtieron en el dúo mixto más exitoso en la historia de la música popular norteamericana, y en los artistas más exitosos de la década de los setenta en los Estados Unidos. Todo lo que tocaban se convertía en oro, disco tras disco, canción tras canción. 
Sin embargo, a mediados del año 1975 las ventas de sus discos comenzaron a decaer. A esto se sumaron los problemas de salud de Karen, que los obligaron a cancelar una gira europea y por Japón. Era tal el agotamiento y estrés físico de la cantante, que muchos medios temían que padecía cáncer. Su club de admiradores emitió un comunicado que señalaba que los rumores eran infundados. Que sólo se trataba de estrés. Los Carpenter llegaron a realizar más de 200 presentaciones en vivo cada año. Karen fue internada y guardó reposo por prescripción médica. En un par de meses, ya estaba nuevamente grabando canciones y haciendo presentaciones. Incluso cambiaron de mánager para poder darle nuevos bríos a su carrera. Jerry Weintraub, quien había trabajado con artistas de la talla de John Denver, Elvis Presley y Frank Sinatra, trabajaba ahora con ellos. De inmediato, se interesó en involucrar a los Carpenter con la televisión, ya que este era un excelente medio publicitario. Fue así como consiguió un contrato para un estelar con la ABC, The Carpenters First Television Special, en 1976. Fue tal el éxito comercial, que les significó un contrato por cinco especiales más con la cadena televisiva. Para septiembre de 1976, Karen empezó a manifestar cambios físicos propios de la anorexia nerviosa.
Sus discos se vendían, pero sus canciones no conseguían volver a los primeros lugares de las listas. Su mánager trataba de tranquilizarlos. "Todos los artistas tienen sus años buenos y malos", les decía. Richard Carpenter se había vuelto adicto a los Quaaludes, unas pastillas para dormir, pero que, consumidas en exceso, producían exactamente lo contrario. Era tal la dependencia de estas sustancias que llegó un momento en que ya ni siquiera podía tocar el piano, pues sus manos temblaban incontrolablemente. Fue así como, durante una serie de conciertos en Las Vegas, en 1978, decidió que no podía seguir adelante y buscó ayuda médica. Canceló todas sus presentaciones futuras. Esta fue la última ocasión en que los Carpenter tocaron en vivo.[cita requerida]
El 10 de enero de 1979, Richard se internó en una clínica de rehabilitación por un par de meses, y luego estuvo más de un año tomándose las cosas con calma, sin las presiones del mundo de la industria musical. Richard trató de convencer a su hermana de que ella también necesitaba ayuda médica, que tenía un problema y debía enfrentarlo. Pero Karen tenía otros planes en mente. Gente del mismo sello le había propuesto que grabara un disco solista mientras su hermano tomaba su año sabático. Karen se entusiasmó y le consiguieron a uno de los más exclusivos productores, Phil Ramone. Pero Ramone tenía sus oficinas en Nueva York, lo que significaba abandonar Los Ángeles y viajar miles de kilómetros hasta la gran manzana. En un gesto de independencia, y a los 29 años, Karen Carpenter decidió mudarse a Nueva York y comenzar a grabar su primer disco solista junto a Ramone. Grabaron varias canciones junto a la banda de Billy Joel, y se hicieron todos los preparativos para lanzar el disco y promoverlo como el lanzamiento del año. Lamentablemente, cuando los ejecutivos de A&M junto a Richard Carpenter escucharon las pistas, decidieron cancelar el lanzamiento del disco, y señalaron que no era un material apropiado para el mercado. Ni la voz de Karen ni la fina producción de Ramone ni los elogios de Quincy Jones al proyecto sirvieron de nada. Hasta el día de hoy, muchos aseguran que la verdadera razón detrás de esta decisión fue el temor que tenían Richard Carpenter y otros de la independencia que significaba para Karen lanzar un disco solista, y que su éxito eclipsaría un futuro regreso de los Carpenter como dúo. Ramone señala que Karen nunca pensó en terminar con la carrera del dúo, sino que quería tener mayor poder de decisión en el material que grababa, así como ser reconocida por sus padres como una artista, no como una parte de un dúo.

### Final de The Carpenters
La decisión del sello de cancelar el lanzamiento del disco, y el nulo apoyo de su hermano, significó un gran golpe para Karen. Su salud continuó debilitándose, y los estragos de la anorexia eran completamente visibles hacia 1980. El año 1981, los Carpenter lanzaron un nuevo álbum, Made in America, el cual no alcanzó el éxito comercial esperado, si bien una canción del disco, "Touch Me When We're Dancing" los llevó nuevamente a los Top 20 del Billboard, posición que no habían alcanzado desde 1975. Karen conoció entonces a un empresario en una cita a ciegas montada por unos amigos, y el romance terminó en una lujosa boda en el Beverly Hills Hotel. Contrajo matrimonio con Tom Burris, en espera de conseguir la familia que siempre había buscado y tener varios hijos. Lamentablemente, Burris no tenía escrúpulos, y a los pocos meses el matrimonio tenía problemas. Con su proyecto solista anulado, un matrimonio fracasado y miedo por su vida, Karen decidió buscar ayuda médica. 
En 1980, se mudó a Nueva York para ir a terapia cinco días a la semana, a la consulta de Steven Levenkron, especialista en el tratamiento de la anorexia nerviosa. En Nueva York, socializó con sus amistades, y se sorprendió gratamente cuando, al encontrarse con John Lennon, este le dijo: "Permíteme decirte, cariño, que tienes una voz increíble." 
Luego de meses de terapia, y muy poco avance, Karen le comentó a su médico que sentía que su corazón latía de manera extraña. Fue internada de urgencia en el Hospital Lennox Hill de Nueva York, donde fue alimentada por vía intravenosa durante más de un mes. Luego de subir de peso, y decidida a regresar a su hogar, Karen abandonó su tratamiento, aunque su doctor le decía que aún no era tiempo. Ella se comprometió a no tomar laxantes y a mantener su peso, así como a alimentarse apropiadamente y llamarlo a diario, para continuar la terapia por teléfono. 
Regresó a Los Ángeles a fines de 1982, para pasar la Navidad junto a su familia. Una vez en Los Ángeles, volvió a su rutina diaria. A fines de enero de 1983, fue entrevistada durante una sesión de fotografías para la entrega de los Premios Grammy. Luego, visitó a su abogado para revisar los papeles del divorcio, y se acordó una reunión para el 4 de febrero, para firmar la petición de divorcio. 
El 3 de febrero, mientras estaba en su departamento de Century City, Karen se dio cuenta de que su secadora no funcionaba, y fue a visitar a sus padres para que la acompañaran de compras. No pudieron encontrar el modelo que buscaban, y los invitó a cenar. Más tarde, ya en casa de sus padres, les dijo que estaba muy cansada para regresar a su departamento, así que se quedó con ellos, para pasar la noche ahí. Se fue  a su cuarto, llamó a Phil Ramone y conversaron sobre el disco solista que habían grabado hacía un par de años, y de lo orgullosa que se sentía al respecto. Después, llamó a su amiga Frenda Leffer para que la acompañara a la oficina de su abogado la mañana siguiente a firmar los papeles de su divorcio. Luego, telefoneó a Olivia Newton-John para pasar el fin de semana juntas. 
La mañana del 4 de febrero de 1983, Karen despertó, fue a la cocina a prender la cafetera, y luego regresó a su habitación. Su madre se levantó, pasaron los minutos y no había señales de Karen, así que subió a su habitación, donde la encontró inconsciente. En minutos, llegó una ambulancia, que la llevó a la sala de urgencias. Richard llegó a la clínica poco después. Luego de 30 minutos, el médico les informa: "Lo siento, Karen está muerta."
A la fecha su último disco Carpenters with the Royal Philharmonic Orchestra del 2018 fue certificado Oro con más de 100.000 copias vendidas en el Reino Unido. 
La voz de Karen Carpenter ha sido catalogada como una de las mejores voces de la historia de la música Pop, por artistas como Elton John, Agnetha Fältskog, Kim Gordon, Frank Sinatra, Madonna, Paul Mccartney entre otros.  
Sus restos descansan en el mausoleo familiar del Pierce Brothers Valley Oaks Memorial Park de Westlake Village, en el Condado de Los Ángeles, California.

## Discografía
1. Offering (1969) álbum de estudio
2. Ticket to Ride (1969) álbum de estudio
3. Close to You (1970) álbum de estudio
4. Carpenters (1971) álbum de estudio
5. A Song for You (1972) álbum de estudio
6. Now & Then (1973) álbum de estudio
7. The Singles 1969-1973 (1973) recopilatorio
8. Live In Japan (1975) álbum en directo
9. Horizon (1975) álbum de estudio
10. A Kind of Hush (1976) álbum de estudio
11. Live At The Palladium (1976) álbum en directo
12. Passage (1977) álbum de estudio
13. The Singles 1974-1978 (1978) recopilatorio
14. Christmas portrait (1978) álbum de estudio
15. Made in America (1981) álbum de estudio
16. Voice of the heart (1983) álbum de estudio
17. An old-fashined christmas (1984) álbum de estudio
18. Lovelines (1989) álbum de estudio
19. Only yesterday (1990) recopilatorio
20. Carpenterns: Gold - Greatest Hits (2000) recopilatorio
21. Their greatest hits (2002) recopilatorio
22. As time goes by (2004) recopilatorio
23. Carpenters with the Royal Philharmonic Orchestra (2018) recopilatorio